# Tour della nazionale maschile di rugby a 15 del Canada 2007
Dopo i mondiali di rugby del 2003 (eliminata alla prima fase), la nazionale canadese di rugby union si reca in tour varie volte.
In vista della Coppa del Mondo di rugby 2007, il Canada si reca in Nuova Zelanda per due match. Pesante e prevedibile la sconfitta con gli All Blacks.
| Hamilton 16 giugno 2007 | Nuova Zelanda | 64 – 13 | Canada |  |

| Roturoa 22 giugno 2007 | Nuova Zelanda U.21 | 13 – 16 | Canada XV |  |